# Pustelnik (powiat miński)
Pustelnik – wieś sołecka w Polsce położona w województwie mazowieckim, w powiecie mińskim, w gminie Stanisławów. Leży nad rzeczką Czarną.
| SIMC    | Nazwa             | Rodzaj    |
| ------- | ----------------- | --------- |
| 0690128 | Kolonia Pustelnik | część wsi |

Wieś szlachecka położona była w 1580 roku w powiecie warszawskim ziemi warszawskiej województwa mazowieckiego. W latach 1975–1998 miejscowość należała administracyjnie do województwa siedleckiego.
Wieś jest siedzibą rzymskokatolickiej parafii św. Katarzyny w Pustelniku.

## Zabytki
Kościół w stylu współczesnym jednonawowy zbudowany w latach 1983-2003 według projektu arch. Wiesławy Pląski z Siedlec przez ks. Witolda Adama Górnego. Do czasu budowy nowego kościoła we wsi znajdowała się świątynia drewniana o cechach klasycyzmu z 1843 r. następnie rozebrana. Ołtarz z domieszką form barokowych przeniesiony został do nowego obiektu, teraz znajduje się w Kaplicy Miłosierdzia Bożego,
W prezbiterium kościoła, w ołtarzu głównym znajduje się obraz Matki Bożej z Dzieciątkiem w typie Hodegetria prawdopodobnie powstały w warsztacie małopolskim w XV lub XVI w. Obraz malowany temperą na trzech deskach lipowych, w latach późniejszych kilkakrotnie przemalowany olejno. W latach 1983–85 obraz został poddany konserwacji przez doc. (obecnie prof.) Małgorzatę Schuster-Gawłowską. 
Plebania z 1843 roku. Budynek murowany w stylu dworku szlacheckiego. Położona w środku ogrodu na wysokiej skarpie nad rzeką Czarną. W ogrodzie kilka 300 - tu letnich dębów.
Na cmentarzu parafialnym nagrobki hrabiowskie z XIX stulecia.
Figura Matki Bożej z 1919 roku, z tablicą dziękczynną za cudowne ocalenie mieszkańców od zarazy.